# Egnatia Arena
La Egnatia Arena (in albanese Stadiumi Demrozi) è uno stadio di calcio situato a Rrogozhinë, in Albania. È stato costruito nel 2021 per permettere alla squadra dell'Egnatia di avere una struttura adatta a disputare il campionato di Kategoria Superiore. Nella stagione 2024-2025 l'impianto è stato rifinito per permettere al club di disputare le partite europee nel proprio stadio.